# Pata de conejo
La pata de conejo es un popular amuleto, empleado desde hace siglos en la cultura occidental. De hecho, está considerada junto a la herradura y al trébol de cuatro hojas como una de las supersticiones más antiguas que aún perduran en la actualidad, pues se calcula que sus orígenes rondan al 600 a. C.

## Origen de la superstición
Se dice que, en el centro de la Europa precristiana comenzaron a difundirse historias de personas que eran mágicamente sanadas de gota, calambres y otros reumatismos al ser frotada sobre la zona afectada por una pata de liebre, animal entonces temido y al mismo tiempo respetado. La superstición siguió extendiéndose por Europa del Este, llegando incluso a Asia. Conforme pasaba el tiempo, y la magia y hechicería se hacían cada vez más populares, comenzaron a venderse en comercios especializadas patas de estos animales. Pero con la entrada del cristianismo en Europa, esta costumbre se declaró pagana. Con la entrada en masa de los conejos en el Viejo Continente, se reforzó la superstición y, al ser mucho más fácil de conseguir la pata de conejo que la de liebre, poco a poco esta última cayó completamente en el olvido, y la fama de la pata de conejo comenzó a crecer fuertemente, hasta el punto de que en la Edad Media muchos reyes y nobles pedían patas de conejo para regalarse entre ellos, o simplemente como prevención ante el mal de ojo u otros entes malignos. Creció enormemente entre las mujeres de la nobleza la costumbre de maquillarse con una pata de conejo, la cual es aún practicada por numerosos actores.
Los conejos siempre han simbolizado entre otras cosas la fertilidad debido a su capacidad de reproducirse a un ritmo vertiginoso; también se decía que era muy útil para aumentar la fertilidad.
Además, el pie es símbolo de potencia, poder y fuerza en muchas culturas de todas partes del mundo.

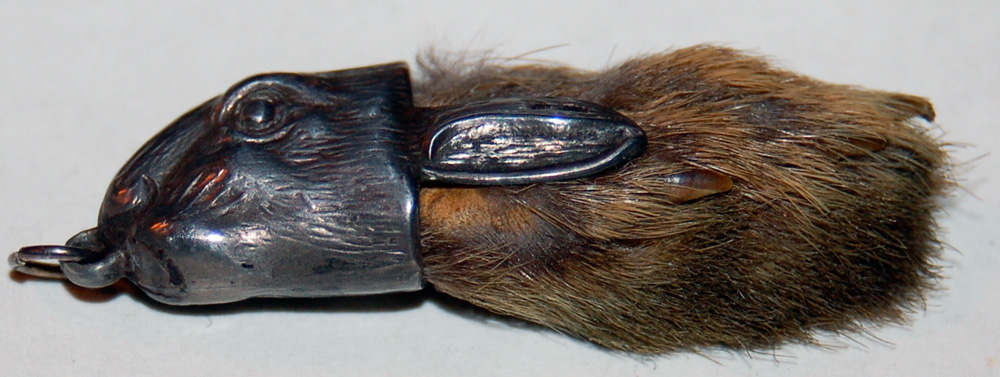
Una pata de conejo de la época victoriana, con adornos de plata.

## Características de la pata de conejo
Las leyendas aseguran de que no tiene ningún efecto sobre su poseedor si no se cumplen ciertas características:
- Para que sea un poderoso talismán (además de dar suerte, protege) y no un simple amuleto, el conejo debe ser matado por un hombre bizco en una noche de luna llena, así también por una persona nacida en la noche de Halloween que no esté casada.[15]
- Debía de ser la pata izquierda trasera, pues se creía que las patas traseras tocaban antes el suelo que las delanteras.[16]
- Así como la pata debía ser la izquierda, también debía ser llevada en el bolsillo izquierdo.[17]
- El conejo debe estar completamente sano aunque tenga severas enfermedades y caso contrario puede contraer enfermedades.[18]